# 1393 Sofala
1393 Sofala eller 1936 KD är en asteroid i huvudbältet som upptäcktes 25 maj 1936 av den sydafrikanske astronomen Cyril V. Jackson i Johannesburg. Det har fått sitt namn efter Sofala provinsen i nuvarande Moçambique.
Asteroiden har en diameter på ungefär 11 kilometer.